# 27227 McAdam
27227 McAdam este o planetă minoră (asteroid), cu un diametru de 10,068 km, din centura de asteroizi. A fost descoperită pe 7 aprilie 1999 la Stația Anderson Mesa de Lowell Observatory Near-Earth-Object Search și a fost numită după Maggie McAdam⁠(d). 
Obiectul prezintă o orbită caracterizată de o semiaxă mare de 3,1062323 UAi, o excentricitate de 0,13, o înclinație de 1,77512 ° în raport cu ecliptica.